# Vmlinux

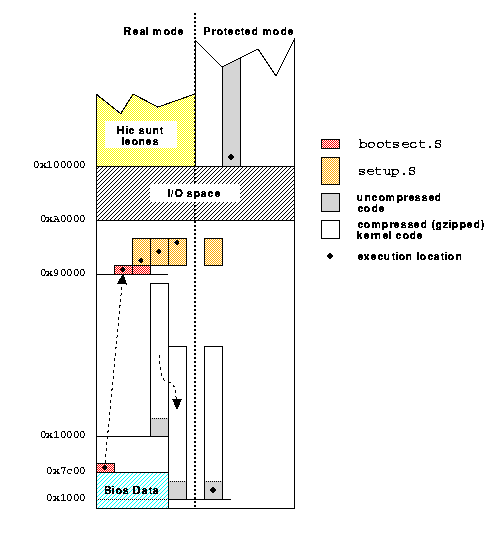
Linux kernel boot and decompression process.

在linux系統中，vmlinux（vmlinuz）是一個包含linux kernel的靜態連結的執行檔，檔案型態可能是linux接受的執行檔格式之一（ELF、COFF或a.out），vmlinux若要用於除錯時則必須要在開機前增加symbol table。

## 位置
一般來說，核心的位置會在檔案系統的 /boot 目錄下，然而因为bootloader 必須使用 BIOS 的硬碟驅動程式，在一些i386的機器上必須要放在前 1024 個磁柱內。
為了克服這個限制，Linux 發行版鼓勵使用者建立一個磁區用來存放 bootloader 與核心相關的開機檔案，例如 GRUB, LILO 與 SYSLINUX ... 。而這個磁區通常會掛載到系統的／boot 上，這是 FHS (Filesystem Hierarchy Standard) 標準內定義的。

## 壓縮
一般來說，當建立一個可啟動的核心時，此核心會先經過 zlib 演算法壓縮，而在核心內會包含一個相當小的解壓縮程式 stub，當 stub 解壓縮核心程式的時候會對 console 視窗印出"點"來表示解壓縮進度。
解壓縮所花費的時間在開機時間中所佔程度來說其實是相當小的，而在早期的 bzImage 的發展中對於核心的大小會有所限制（特別是 i386 架構），在此情況下壓縮則是必須的。

## vmlinuz
vmlinuz 是vmlinux 经过 gzip和objcopy 制作出来的压缩文件，当然不再是vmlinux的一个简单的压缩版，这么简单。vmlinuz是一种统称，有两种具体的表现形式zImage 和bzImage。bzimage和zImage的区别在于本身的大小，以及加载到内存时的地址不同，zImage在0～640KB，而bzImage则在1M以上的位置。

## bzImage
隨著 linux Kernel 的成長，核心的內容日益增加超越了原本的限制大小。bzImage (big zImage) 格式則為了克服此缺點開始發展，利用將核心切割成不連續的記憶體區塊來克服大小限制。
bzImage 格式仍然是以 zlib 演算法來做壓縮，雖然有一些廣泛的誤解就是因為以 bz- 為開頭，而讓人誤以為是使用 bzip2 壓縮方式（bzip2 套件所帶的工具程式通常是以 bz- 為開頭的，例如 bzless, bzcat ...）。
bzImage 檔案是一個特殊的格式，包含了 bootsect.o + setup.o + misc.o + piggy.o 串接。piggy.o 包含了一個 gzip 格式的 vmlinux 檔案（可以參看 arch/i386/boot／下的 compressed/Makefile piggy.o）

## 外部連結
- Kernel HOWTO（页面存档备份，存于）
- Boot process （页面存档备份，存于）